# Tommy Pool
Tommy Gayle Pool (* 10. Februar 1935 in Bowie; † 7. Juli 1990) war ein US-amerikanischer Sportschütze.

## Erfolge
Tommy Pool nahm an den Olympischen Spielen 1964 in Tokio in zwei Disziplinen mit dem Kleinkalibergewehr teil. Im Dreistellungskampf belegte er mit 1147 Punkten den sechsten Platz. Im liegenden Anschlag erzielte er mit 596 Punkten einen Punkt weniger als die beiden Erstplatzierten László Hammerl und Lones Wigger und gewann damit die Bronzemedaille. Bereits 1962 wurde Pool im Einzel mit dem Freien Gewehr im stehenden Anschlag sowie im Mannschaftswettbewerb mit dem Kleinkalibergewehr im stehenden Anschlag Weltmeister. Darüber hinaus sicherte er sich bei dieser Weltmeisterschaft zwei Silber- und drei Bronzemedaillen. Vier Jahre darauf folgten in Wiesbaden Titelgewinne mit der Kleinkaliber-Mannschaft im Dreistellungskampf und im knienden Anschlag. Im stehenden Anschlag belegte er mit ihr den dritten Platz. Bei Panamerikanischen Spielen gewann er 1959 in Chicago im Dreistellungskampf mit dem Freien Gewehr im Einzel die Silber- sowie mit der Mannschaft die Goldmedaille. 1961 und 1962 wurde er US-amerikanischer Meister im liegenden Anschlag mit dem Kleinkalibergewehr.
Pool diente lange Jahre bei der US Army in der Scharfschützeneinheit und war dort auch als Trainer bzw. Ausbilder tätig. 16 Jahre leistete er im aktiven Dienst sowie weitere 15 Jahre bei der Reserve. Seinen Abschied nahm er im Rang eines Lieutenant Colonels.